# Hawaiisumphöna
Hawaiisumphöna (Zapornia sandwichensis) är en utdöd fågel i familjen rallar inom ordningen tran- och rallfåglar. Den förekom tidigare på ön Hawaii i Hawaiiöarna men är försvunnen och senast rapporterad 1844. IUCN kategoriserar arten som utdöd.
Tidigare fördes den till släktet Porzana, men DNA-studier visar att den endast är avlägset släkt med typarten för Porzana småfläckig sumphöna och förs därför tillsammans med flera andra arter till ett annat släkte, Zapornia.

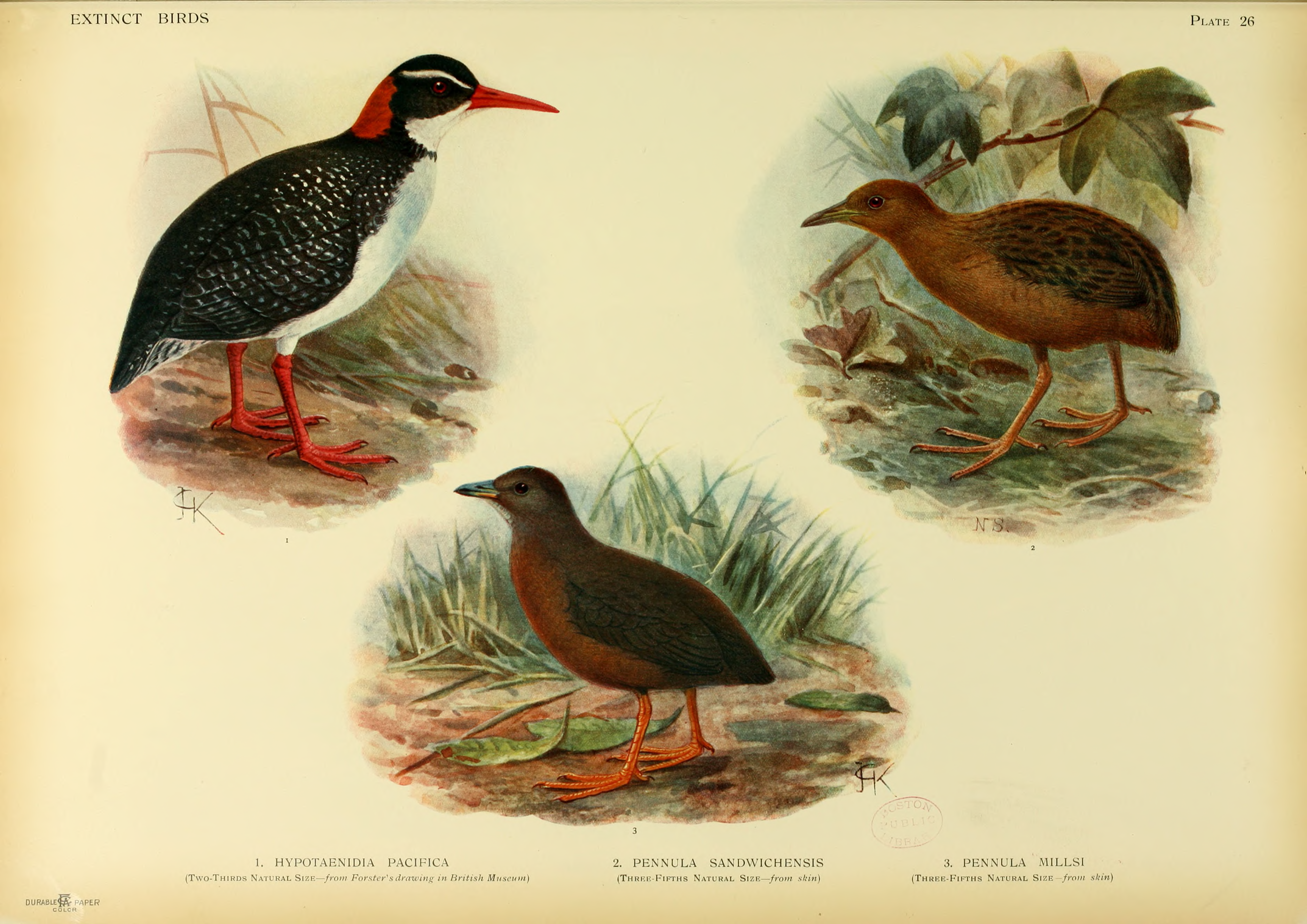
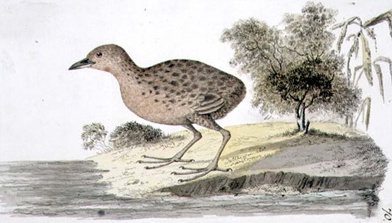